# Sitangkai
Sitangkai là một đô thị hạng 2 ở tỉnh Tawi-Tawi, Philippines. Đô thị này được gọi là 'Venice của Philippines' do phương tiện giao thông hàng đầu ở đây là thuyền. Kinh tế địa phương dựa vào ngành ngư nghiệp, nông nghiệp.
Theo điều tra dân số năm 2000 của Philipin, đô thị này có dân số 52.772 người trong 8.969 hộ.

## Đơn vị hành chính
Sitangkai được chia thành 9 barangay.
| Barangay            | Dân số (2000) |
| ------------------- | ------------- |
| Datu Baguinda Putih | 5.518         |
| Imam Sapie          | 3.034         |
| North Larap         | 2.383         |
| Panglima Alari      | 6.121         |
| Sipangkot           | 3.703         |
| Sitangkai Poblacion | 3.196         |
| South Larap (Larap) | 1.162         |
| Tongmageng          | 1.333         |
| Tongusong           | 1.807         |